# Castéra-Vignoles
Castéra-Vignoles är en kommun i departementet Haute-Garonne i regionen Occitanien i södra Frankrike. Kommunen ligger i kantonen Boulogne-sur-Gesse som tillhör arrondissementet Saint-Gaudens. År 2022 hade Castéra-Vignoles 59 invånare.

## Befolkningsutveckling
Antalet invånare i kommunen Castéra-Vignoles
Referens:INSEE